# Pandanus iceryi
Pandanus iceryi är en enhjärtbladig växtart som beskrevs av John Horne och Isaac Bayley Balfour. Pandanus iceryi ingår i släktet Pandanus och familjen Pandanaceae.
Artens utbredningsområde är Mauritius. Inga underarter finns listade.